# Enicoeme krelli
Enicoeme krelli là một loài bọ cánh cứng trong họ Cerambycidae.